# Stora Ulvasjön
Stora Ulvasjön är en sjö i Marks kommun i Västergötland och ingår i Viskans huvudavrinningsområde.